# Березівська волость (Прилуцький повіт)
Березівська волость — адміністративно-територіальна одиниця Прилуцького повіту Полтавської губернії з центром у селі Березівка.
Станом на 1885 рік — складалася з 37 поселень, 13 сільських громад. Населення 9824 — осіб (4838 осіб чоловічої статі та 4986 — жіночої), 1483 дворових господарства.
Найбільші поселення волості станом на 1885:
- Березівка
- Корнилівка
- Харитонівка

Старшинами волості були:
- 1900 року козак Андрій Борисович Міщенко[2];
- 1904 року селянин Павло Герасимович Шмарига[3];
- 1913—1915 роках Мусій Климович Коваленко[4],[5].